# Скални рисунки в Танумшеде
Скални рисунки в Танумшеде (на шведски: Hällristningsområdet i Tanum) представлява колекция от скалните рисунки в близост до Танумшеде, Бохуслен, Швеция, които са обявени за обект на Световното културно наследство на ЮНЕСКО през 1994 г., поради големият им брой.

## Скалните рисунки
Общият брой на скалните рисунки наброява над 1000, разположени на над 600 различни места по протежение на над 25 km с площ от около 51 хектара.
По време на тяхното създаване този регион се намира на морския бряг. В днешно време е разположен на 25 m надморска височина.
По време на бронзовата епоха и Желязната епоха в Скандинавския полуостров хората са били умели майстори и много умели пътешественици по вода. (Периодът на епохите варира в зависимост от региона; в Скандинавия Бронзовата епоха е от около 1800 до 500 г. пр. Хр.). Много от изображенията представляват рисунки на лодки. Някои от тях са нарисувани с по около дузина мореплаватели в тях. 
На някои рисунки са изобразени човек с лък, с копие или със секира, други изобразяват сцени на лов. Във всички случаи показват изображения на хора, които извършват ритуали. Има рисунки с човек, който е впрегнал два вола и оре с плуг.
Една от най-големите скали с рисунки от Бронзовате ера на Скандинавския полуостров е с височина 22 m и ширина 6 m. На нея са нарисувани около 300 рисунки, представящи различни сцени на хора и предмети.
Скални рисунки са застрашени от ерозията, причинена от киселинните дъждове. Някои от рисунките са боядисани в червен цвят, за да бъдат по-забележими за туристите. Тази практика е била критикувана, тъй като по този начин се нарушава автентичността и първоначалното състояние на скалните рисунки.

## Най-нова история
Първите сведения за скалните рисунки са документирани през 1627 г., когато норвежкият преподавател д-р Педер Алфсьон прави няколко чертежа. Първите професионални чертежи са направени през 1792 г. от Карл Густаф Готфрид Хилфелинг, който е изпратен от аристократа Пер Там. В началото на XIX век са извършени редица разкопки и проучвания под ръководството на Карл Георг Бруниус и Аксел Емануел Холмберг, които публикуват няколко изследвания върху произхода на скалните рисунки. В края на XIX век Оскар Монтелиус и Виктор Ридберг представят доказателства, че скалните рисунки са направени през Бронзовата ера. В началото на XX век изследователите започват да се фокусират върху смисъла на скалните рисунки, а не толкова за тяхната възраст. В края на XX век доказателствата, че скалните рисунки са направени през Бронзовата ера са потвърдени.
Скални рисунки в Танумшеде са обявени за обект на Световното културно наследство на ЮНЕСКО през 1994 г., обхващ площ от около 45 km2. Посещават се от около 100 000 туристи годишно. Посетителите не се допускат да ходят и стъпват върху скалните рисунки.

## Галерия
- Скърбяща жена
- Птици
- Лодка
- Колесница
- Змия
- 29 топки по време на вечерна светлина